# 大双眼望遠鏡

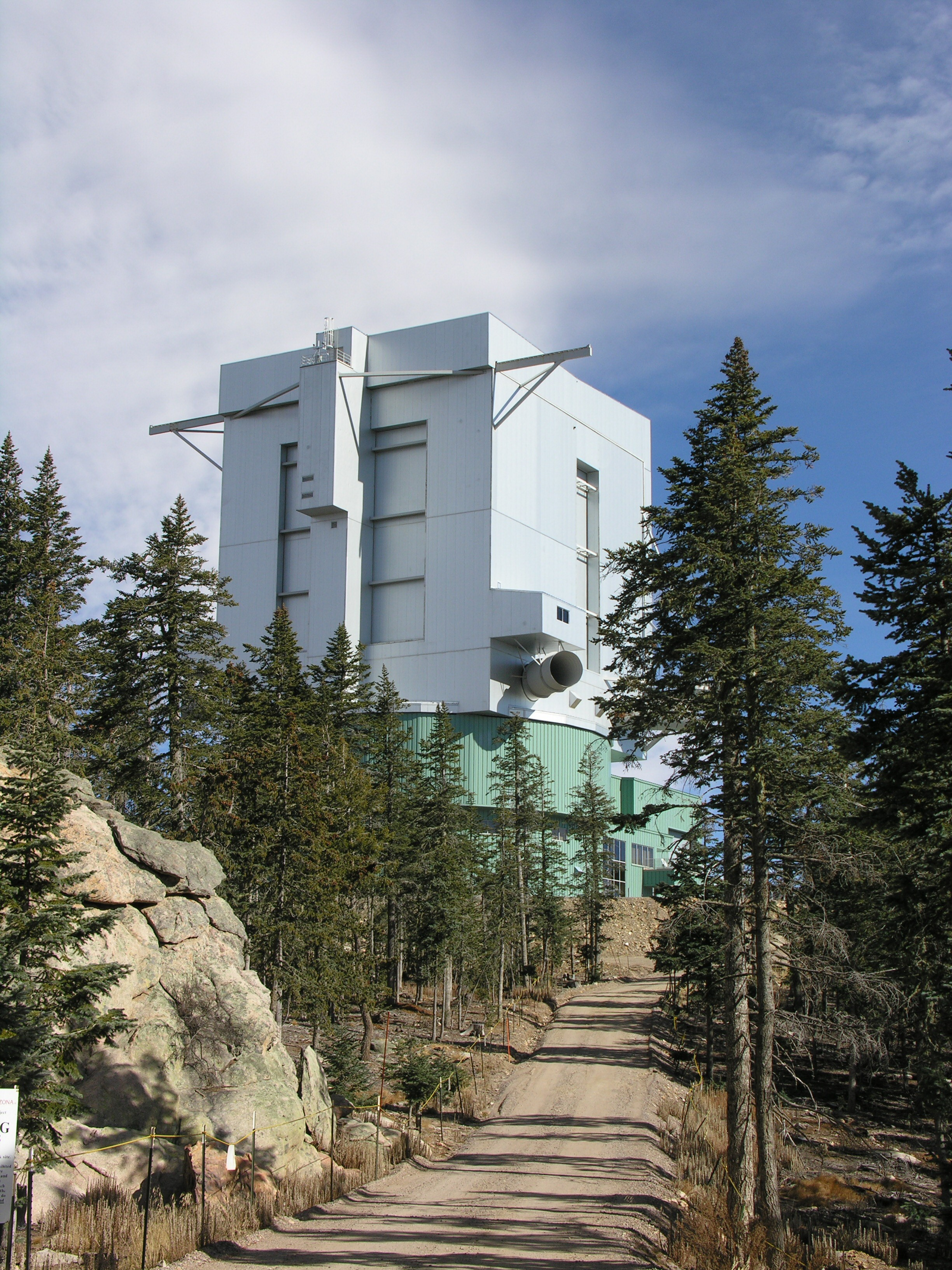
天文台の外観

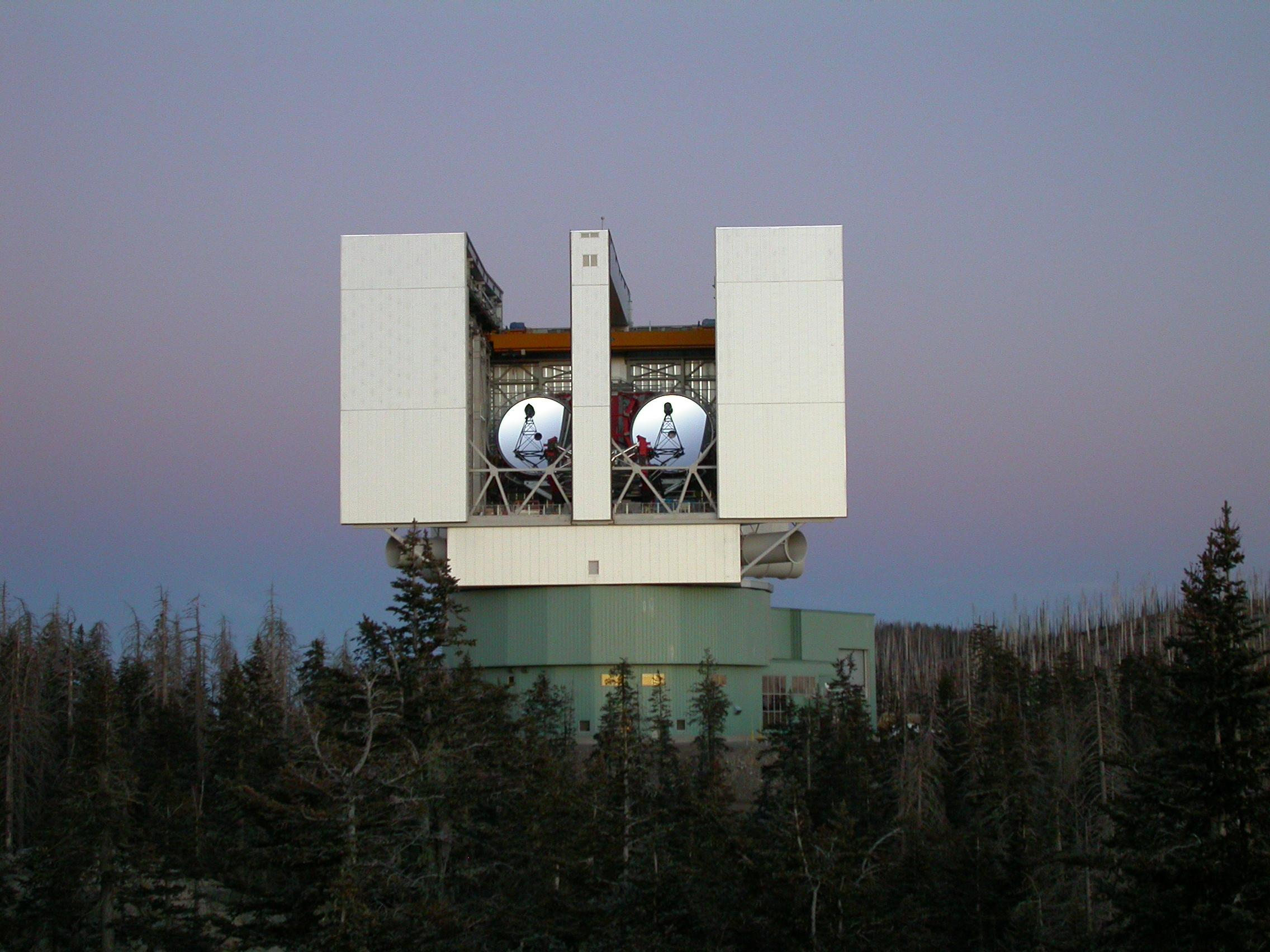
二つの反射望遠鏡

大双眼望遠鏡（だいそうがんぼうえんきょう、Large Binocular Telescope、略称LBT、元の名前は コロンブス計画）は、アリゾナ州南東部のグラハム山の標高10,700フィート（3260メートル）地点に位置する天文観測施設である。2008年時点において、LBTは世界で最も分解能のすぐれた望遠鏡で最も先進的な光学望遠鏡である。近赤外線での像はハッブル宇宙望遠鏡よりも10倍分解能が高い。

## 計画
LBTはイタリア天文学会とアリゾナ大学とドイツのハイデルベルクのマックスプランク天文研究所、マックスプランク電波天文研究所、オハイオ州立大学等の共同事業である。
望遠鏡は2枚の8.4 m鏡が同一の架台に並べて取り付けられており双眼鏡と呼ばれている。LBTはArcetri天文台が開発した能動光学と補償光学を取り入れている。2枚を合わせた集光面積は直径11.8 mの単一鏡に匹敵し、どの単一鏡よりも大きい。干渉計モードでは22.8 mの基線長の開口合成による撮像観測と基線長15 mの干渉計を構成する。